# Ермолаево (Шушенский район)
Ермола́ево — деревня в Шушенском районе Красноярского края. Входит в состав Ильичёвского сельсовета.

## География
Деревня находится на берегах реки Мокрая. Абсолютная высота — 318 м над уровнем моря.
Климат
Климат характеризуется как резко континентальный, с продолжительной морозной зимой и коротким тёплым летом. Средняя температура воздуха самого тёплого месяца (июля) составляет 20 °C; самого холодного (января) — −20 °C. Среднегодовое количество атмосферных осадков составляет 500 мм. Безморозный период в среднем длится 115 дней.

## История
Основана в 1876 году. В 1926 году в деревне Ермолаева имелось 61 хозяйство и проживало 360 человек (161 мужчина и 199 женщин). В национальном составе населения того периода преобладали русские. В административном отношении входила в состав Иджинского сельсовета Ермаковского района Минусинского округа Сибирского края.

## Население
| 2010 |
| ---- |
| 125  |

Половой состав
По данным Всероссийской переписи населения 2010 года, в гендерной структуре населения мужчины составляли 52 %, женщины — соответственно 48 %.
Национальный состав
Согласно результатам переписи 2002 года, в национальной структуре населения русские составляли 94 % из 137 чел.